# Grand Prix moto d'Espagne 1999
Le  Grand Prix moto d'Espagne 1999 est la troisième manche du championnat du monde de vitesse moto 1999. La compétition s'est déroulée entre le 7 au 9 mai 1999 sur le circuit permanent de Jerez.
C'est la 45e édition du Grand Prix moto d'Espagne.

## Classement final 500 cm3
| Pos  | Pilote                   | Constructeur | Temps/Écart     | Points |
| ---- | ------------------------ | ------------ | --------------- | ------ |
| 1    | Àlex Crivillé            | Honda        | 47 min 38 s 667 | 25     |
| 2    | Max Biaggi               | Yamaha       | +0 s 157        | 20     |
| 3    | Sete Gibernau            | Honda        | +6 s 102        | 16     |
| 4    | Tadayuki Okada           | Honda        | +6 s 609        | 13     |
| 5    | Norifumi Abe             | Yamaha       | +6 s 764        | 11     |
| 6    | John Kocinski            | Honda        | +17 s 724       | 10     |
| 7    | Régis Laconi             | Yamaha       | +24 s 037       | 9      |
| 8    | Luca Cadalora            | Muz-Weber    | +28 s 827       | 8      |
| 9    | Juan Borja               | Honda        | +31 s 290       | 7      |
| 10   | Carlos Checa             | Yamaha       | +31 s 308       | 6      |
| 11   | Jurgen van den Goorbergh | Muz-Weber    | +54 s 233       | 5      |
| 12   | Haruchika Aoki           | TSR-Honda    | +59 s 081       | 4      |
| 13   | Kenny Roberts Jr         | Suzuki       | +1 min 10 s 457 | 3      |
| 14   | Simon Crafar             | Yamaha       | +1 min 13 s 792 | 2      |
| 15   | Markus Ober              | Honda        | +1 min 22 s 765 | 1      |
| 16   | Mike Hale                | Modenas      | +1 min 26 s 782 |        |
| 17   | Michael Rutter           | Honda        | +1 min 30 s 365 |        |
| 18   | Mark Willis              | BSL          | +1 tour         |        |
| Abd. | Tetsuya Harada           | Aprilia      | Abandon         |        |
| Abd. | José Luis Cardoso        | TSR-Honda    | Abandon         |        |
| Abd. | Nobuatsu Aoki            | Suzuki       | Abandon         |        |
| Abd. | Sébastien Gimbert        | Honda        | Abandon         |        |
| Abd. | James Whitham            | Modenas      | Abandon         |        |
| Abd. | Alex Barros              | Honda        | Abandon         |        |

## Classement final 250 cm3
| Pos  | Pilote             | Constructeur | Temps/Écart     | Points |
| ---- | ------------------ | ------------ | --------------- | ------ |
| 1    | Valentino Rossi    | Aprilia      | 46 min 04 s 289 | 25     |
| 2    | Tohru Ukawa        | Honda        | +4 s 439        | 20     |
| 3    | Loris Capirossi    | Honda        | +14 s 096       | 16     |
| 4    | Franco Battaini    | Aprilia      | +24 s 221       | 13     |
| 5    | Marcellino Lucchi  | Aprilia      | +28 s 614       | 11     |
| 6    | Ralf Waldmann      | Aprilia      | +35 s 373       | 10     |
| 7    | Jeremy McWilliams  | Aprilia      | +40 s 182       | 9      |
| 8    | Stefano Perugini   | Honda        | +45 s 096       | 8      |
| 9    | Roberto Rolfo      | Aprilia      | +45 s 483       | 7      |
| 10   | Luca Boscoscuro    | TSR-Honda    | +45 s 762       | 6      |
| 11   | Jason Vincent      | Honda        | +46 s 147       | 5      |
| 12   | Sebastian Porto    | Yamaha       | +52 s 082       | 4      |
| 13   | Masaki Tokudome    | Honda        | +1 min 00 s 476 | 3      |
| 14   | Tomomi Manako      | Yamaha       | +1 min 04 s 989 | 2      |
| 15   | Alex Hofmann       | TSR-Honda    | +1 min 09 s 322 | 1      |
| 16   | David Garcia       | Yamaha       | +1 min 11 s 896 |        |
| 17   | Anthony West       | TSR-Honda    | +1 min 11 s 911 |        |
| 18   | Fonsi Nieto        | Yamaha       | +1 min 35 s 977 |        |
| 19   | Jarno Janssen      | TSR-Honda    | +1 min 36 s 796 |        |
| 20   | Shahrol Yuzy       | Honda        | +1 min 43 s 181 |        |
| 21   | Alvaro Molina      | Honda        | +1 tour         |        |
| 22   | Alfredo Rios       | Aprilia      | +1 tour         |        |
| 23   | Lucas Oliver Bulto | Yamaha       | +1 tour         |        |
| 24   | Jesus Perez        | Honda        | +1 tour         |        |
| 25   | Nahohiro Negishi   | Honda        | +1 tour         |        |
| 26   | Alex Debón         | Honda        | +1 tour         |        |
| Abd. | Johann Stigefelt   | Yamaha       | Abandon         |        |
| Abd. | Julien Allemand    | TSR-Honda    | Abandon         |        |
| Abd. | Manuel Luque       | Yamaha       | Abandon         |        |
| Abd. | Shinya Nakano      | Yamaha       | Abandon         |        |

## Classement final 125 cm3
| Pos  | Pilote               | Constructeur | Temps/Écart     | Points |
| ---- | -------------------- | ------------ | --------------- | ------ |
| 1    | Masao Azuma          | Honda        | 42 min 25 s 263 | 25     |
| 2    | Lucio Cecchinello    | Honda        | +0 s 099        | 20     |
| 3    | Emilio Alzamora      | Honda        | +0 s 129        | 16     |
| 4    | Gianluigi Scalvini   | Aprilia      | +0 s 357        | 13     |
| 5    | Roberto Locatelli    | Aprilia      | +1 s 470        | 11     |
| 6    | Jeronimo Vidal       | Aprilia      | +1 s 950        | 10     |
| 7    | Simone Sanna         | Honda        | +16 s 948       | 9      |
| 8    | Noboru Ueda          | Honda        | +21 s 074       | 8      |
| 9    | Manuel Poggiali      | Aprilia      | +27 s 613       | 7      |
| 10   | Arnaud Vincent       | Aprilia      | +28 s 855       | 6      |
| 11   | Ivan Goi             | Honda        | +28 s 959       | 5      |
| 12   | Gino Borsoi          | Aprilia      | +29 s 264       | 4      |
| 13   | Mirko Giansanti      | Aprilia      | +30 s 006       | 3      |
| 14   | Alessandro Brannetti | Aprilia      | +33 s 254       | 2      |
| 15   | Kazuto Sakata        | Honda        | +34 s 282       | 1      |
| 16   | Angel Nieto Jr       | Honda        | +1 min 03 s 413 |        |
| 17   | Steve Jenkner        | Aprilia      | +1 min 13 s 010 |        |
| 18   | Reinhard Stolz       | Honda        | +1 min 23 s 096 |        |
| 19   | Bernhard Absmeier    | Aprilia      | +1 min 34 s 536 |        |
| 20   | Emilio Delgado       | Honda        | +1 min 35 s 111 |        |
| 21   | Toni Elías           | Honda        | +1 tour         |        |
| Abd. | Marco Melandri       | Honda        | Abandon         |        |
| Abd. | Luis Costa           | Honda        | Abandon         |        |
| Abd. | Adrian Araujo        | Honda        | Abandon         |        |
| Abd. | Pablo Nieto          | Derbi        | Abandon         |        |
| Abd. | Randy de Puniet      | Aprilia      | Abandon         |        |
| Abd. | Frédéric Petit       | Aprilia      | Abandon         |        |
| Abd. | Max Sabbatani        | Honda        | Abandon         |        |
| Abd. | Youichi Ui           | Derbi        | Abandon         |        |